# دردار السامرة الثلاثي الوريقات
دردار السامِرة الثلاثي الوريقات أو شجيرة الظربان  هو نوع من النباتات المزهرة من جنس دردار السامرة في الفصيلة السذابية. مهدها أمريكا الشمالية حيث توجد في كندا والمكسيك والولايات المتحدة. وهي شجيرة أو شجرة نفشية   بوريقات متعاقبة ثلاثية الأوراق.

## معرض الصور

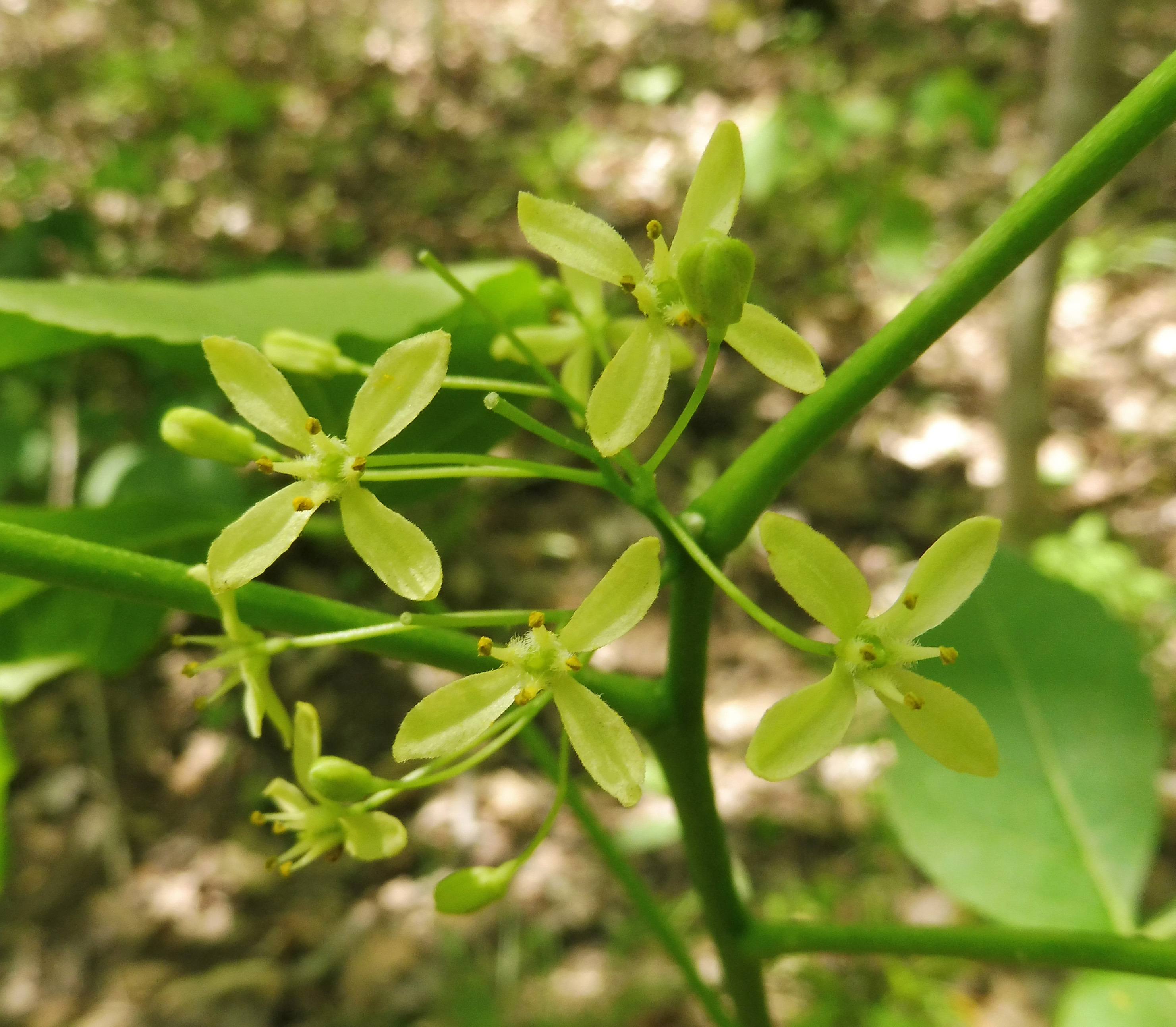
الزهور
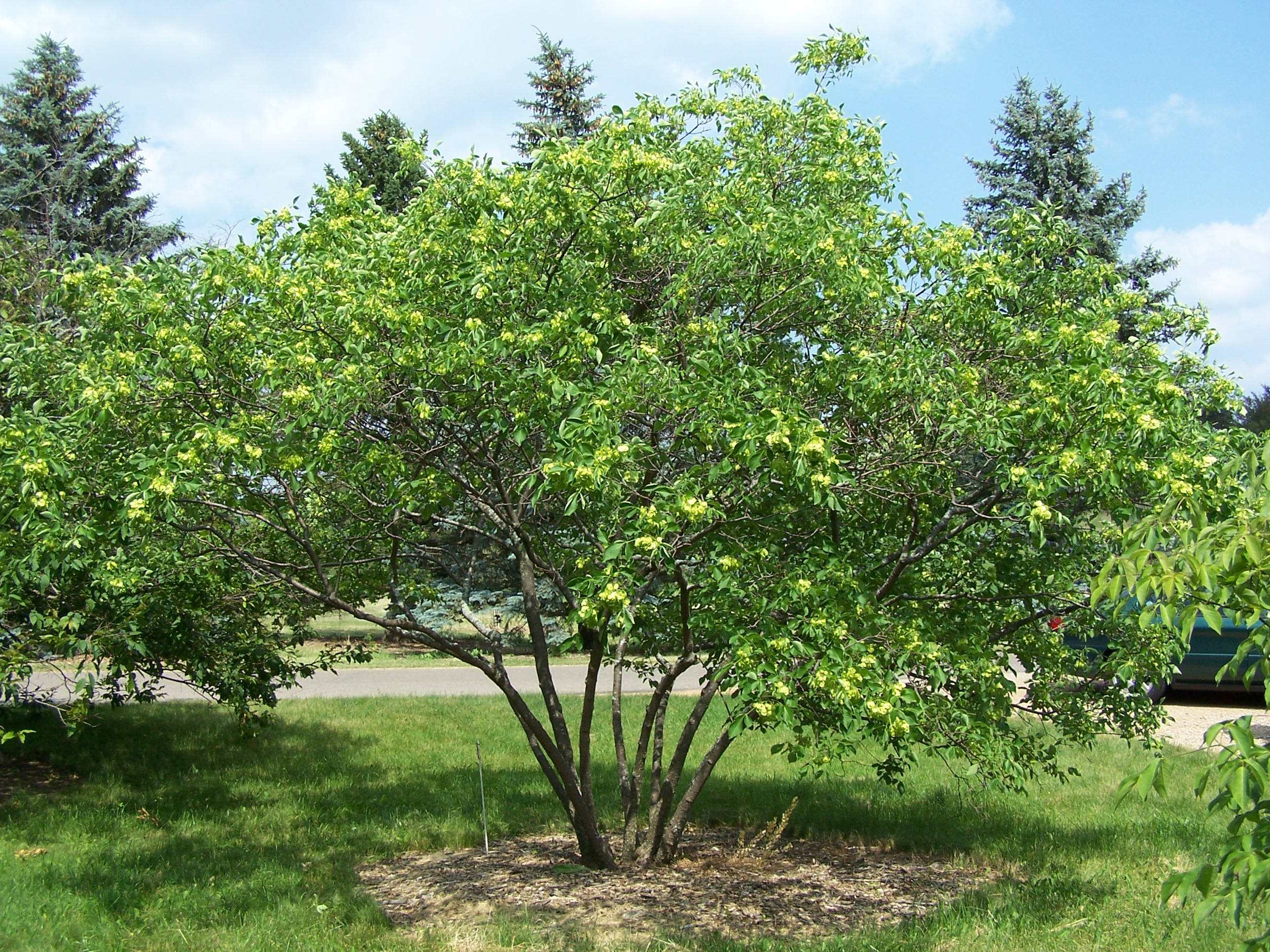
شكل شجرة متعددة الجذوع

## الاستخدامات
له العديد من الاستخدامات الأمريكية الأصلية فهي تستخدم استخدام التابل واستخدام عقار عشبي لأمراض مختلفة.
طُوِّرَ العديد من الأصناف لاستخدامات الزينة في المتنزهات والحدائق. حاز الصنف "Aurea" ذو الأوراق الذهبية على جائزة تقدير الحدائق من الجمعية الملكية البستانية.